# Frank Béchemilh
 (juin 2015).
Si vous disposez d'ouvrages ou d'articles de référence ou si vous connaissez des sites web de qualité traitant du thème abordé ici, merci de compléter l'article en donnant les références utiles à sa vérifiabilité et en les liant à la section « Notes et références ».
Frank Gérard Béchemilh, né le 12 février 1975 à Abidjan en Côte d'Ivoire, est un auteur-compositeur-interprète et pianiste franco-allemand. 

## Biographie
Il commence sa carrière en 1990 comme pianiste, avec les musiciens d'Alpha Blondy. En Belgique, il atteint la finale de l'émission Pour la Gloire sur la RTBF avec sa version de Imagine de John Lennon sorti en 1997 sur le label Play it again Sam.
En 2000, il est découvert par Francis Cabrel et participe aux Rencontres d'Astaffort, et au chantier des Francofolies de La Rochelle. IL chante en première partie de Patricia Kaas. 
Il enregistre entre 1997 et 2009, 3 albums : Tourner la page (1997), Ce que je vaux (2005, Believe), Moment d'éternité (2009, Zimbalam) et plusieurs singles dont la chanson Petra la Rose chanson phare d'une tournée de concerts en Jordanie et d'un concert le 22 septembre 2001 sur le site archéologique de Pétra. 
En 2003, il compose la Bande originale du téléfilm L'Instit Carnet de voyages : tunisie de l'acteur réalisateur Gérard Klein.
En Chine, il donne de nombreux concerts entre 2006 et 2008, et sort le single Pour la flamme en hommage aux Jeux olympiques de Pékin.